# Raichle Sportartikel

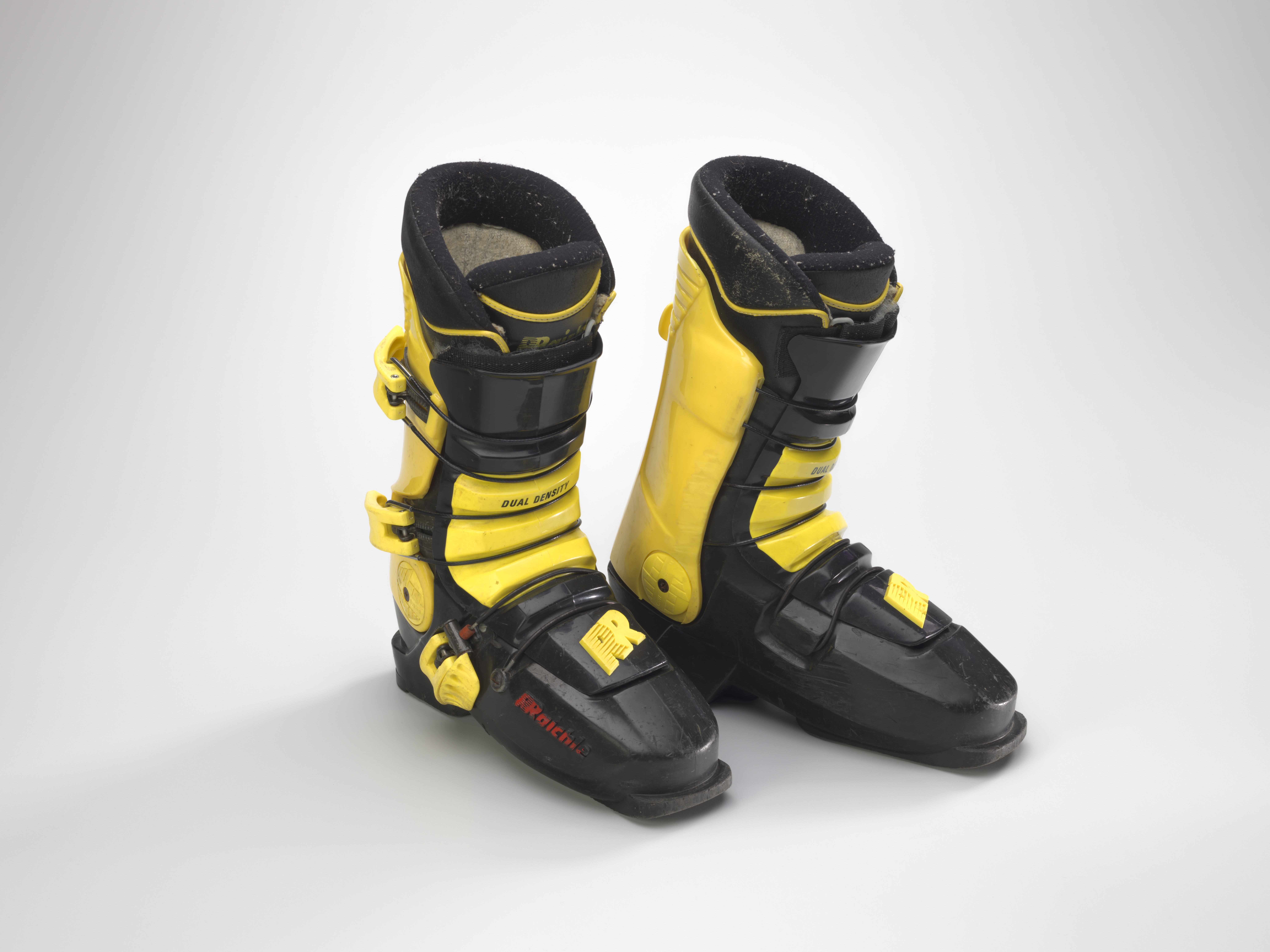
Raichle-Skischuhe von Seba Johnson

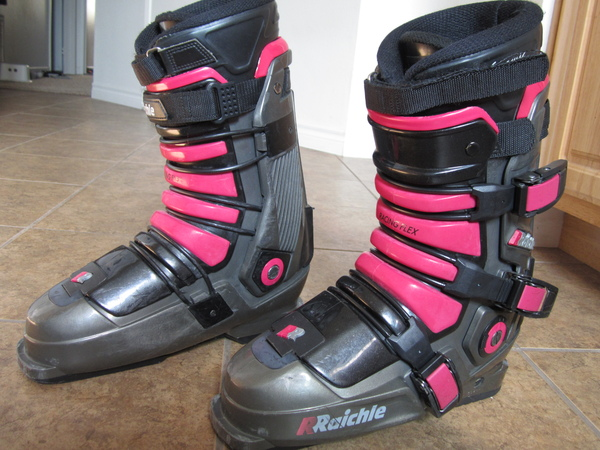
Ein Modell von RaichlesFlexon-Skischuh

Raichle (1999 bis 2003: Raichle Boots AG; 2003 bis 2005 RAIBO Sportartikel AG) war ein Schweizer Hersteller von Wander- und Wintersportschuhen. Heute gehört der Markenname der Mammut Sports Group AG. 
Die Firma wurde 1909 in Kreuzlingen durch Louis Raichle gegründet. Die ersten Wanderschuhe produzierte das Unternehmen 1924, 1963 die ersten Schnallen-Skischuhe weltweit, 1986 die ersten Snowboard Hardboots und 1988 die ersten Softboots. Raichle produzierte jahrelang auch Militärschuhe für die Schweizer Armee. Trotz Erfolgen wurden die kaufmännische Seite vernachlässigt, die wachsende Konkurrenz und die Kosten unterschätzt, und so kam 1995 die erste Übernahme durch Kneissl & Friends GmbH.
Der Standort von Raichle Schweiz wurde 2001 von Kreuzlingen nach Frauenfeld verlegt und ein Technologiezentrum eröffnet. Die Firma sollte sich auch vollständig auf das Segment Outdoor Footwear fokussieren. 2003 wurde Raichle durch Mammut übernommen. Die RAIBO Sportartikel AG wurde im Jahr 2005 liquidiert. Der Name Raichle wurde ab Frühjahr 2009 zu Gunsten eines einheitlichen Markenauftritts aufgegeben, die Produkte werden unter dem Namen Mammut vertrieben.